# 豊津村 (茨城県)
豊津村（とよつむら）は茨城県鹿島郡にかつて存在した村である。現在の鹿嶋市の南部。

## 地勢
北浦の東岸に位置する。

## 歴史

### 沿革
- 1889年（明治22年）4月1日 - 町村制施行により、大船津村・爪木村が合併、鹿島郡豊津村。
- 1954年（昭和29年）9月15日 - 旧鹿島町・高松村・豊郷村・波野村とともに合併、新たに鹿島郡鹿島町が発足。豊津村は消滅。

変遷表
| 1868年 以前 | 1868年 以前 | 明治22年 4月1日 | 昭和29年 9月15日 | 平成7年 9月1日    | 現在   |
| ----------- | ----------- | --------------- | ---------------- | ----------------- | ------ |
|             | 大船津村    | 豊郷村          | 鹿島町           | 鹿嶋市に 市制改称 | 鹿嶋市 |
|             | 爪木村      | 豊郷村          | 鹿島町           | 鹿嶋市に 市制改称 | 鹿嶋市 |

## 人口・世帯

### 人口
総数 [単位： 人]
| 1891年（明治24年） | 1,394 |
| 1920年（大正 9年） | 1,576 |
| 1935年（昭和10年） | 1,688 |
| 1950年（昭和25年） | 1,922 |

### 世帯
総数 [単位： 世帯]
| 1920年（大正 9年） | 311 |
| 1935年（昭和10年） | 292 |
| 1950年（昭和25年） | 326 |

## 交通

### 道路
- 二級国道
  - 国道123号（ → 国道51号）

### 航路
大正時代には大船津に汽船が通じ、土浦、江戸崎、牛堀、佐原、銚子などを結び、鹿嶋神社への玄関口としても機能した。

## 出身著名人
- 荒野由次郎（多額納税者議員、旧姓・糟谷）